# Liste der Schiffe der United States Navy/W

## W-Wa
- USS W. A. Edwards ()
- USS W. F. Babcock (ID-1239)
- USS W. F. Marty (SP-1145)
- USS W. L. Bartlett (1861)
- USS W. L. Messick (SP-322)
- USS W. L. Steed (ID-3449)
- USS W. S. Cahill ()
- USS W. S. Sims (DE-1059/FF-1059)
- USS W. T. James (SP-429)
- USS W. W. Burns (1861)
- USS Waban (1880)
- USS Wabanquot (YTB-525/YTM-525)
- USS Wabaquasset (YTB-724)
- USS Wabash (1855, ID-1824, AOR-4, AOR-5)
- USS Waccamaw (AO-109)
- USS Wachapreague (AVP-56/AGP-8)
- USS Wachusett (1861, ID-1840)
- USS Wachusetts (SP-548)
- USS Wacissa (AOG-59/T-AOG-59)
- USS Wacondah (SP-238)
- USS Waddell (DDG-24)
- USS Wadena (SP-158)
- USS Wadleigh (DD-689)
- USS Wadsworth (DD-60, DD-516, FFG-9)
- USS Wagner (DER-539)
- USS Wahaka ()
- USS Wahkiakum County (LST-1162)
- USS Wahneta (, )
- USS Wahoo (SS-238, SS-516, SS-518, SS-565, SSN-806)
- USS Wahpeton (, )
- USS Wahtah ()
- USS Wailaki ()
- USS Wainwright (DD-62, DD-419, CG-28)
- USS Wake (PR-3)
- USS Wake Island (CVE-65)
- USS Wakefield (AP-21)
- USS Wakiva II ()
- USS Wakonda ()
- USS Wakulla ()
- USS Waldegrave ()
- USS Waldo County (LST-1163)
- USS Waldron (DD-699)
- USS Walke (DD-34, DD-416, DD-723)
- USS Walker ()
- USS Wallace L. Lind (DD-703)
- USS Wallacut ()
- USS Waller (DD-466)
- USS Walnut ()
- USS Walrus (SS-35, SS-431, SS-437)
- USS Walsh (APD-111)
- USS Walter A. Luckenbach ()
- USS Walter Adams ()
- USS Walter B. Cobb (APD-106)
- USS Walter C. Wann ()
- USS Walter D. Munson ()
- USS Walter Forward ()
- USS Walter Hardcastle ()
- USS Walter S. Brown ()
- USS Walter S. Diehl (AO-193)
- USS Walter S. Gorka (APD-114)
- USS Walter X. Young (DE-723, APD-131)
- USS Walton (DE-361)
- USS Walworth County (LST-1164)
- USS Wampanoag (1864, ATA-202)
- USS Wampatuck ()
- USS Wamsutta ()
- USS Wanaloset ()
- USS Wanamassa ()
- USS Wandank (ATA 204)
- USS Wandena ()
- USS Wanderer ()
- USS Wanderlust ()
- USS Wando ()
- USS Waneta ()
- USS Wanka ()
- USS Wannalancet ()
- USS Wantuck (APD-125)
- USS Wapakoneta ()
- USS Wapasha ()
- USS Wapato ()
- USS Wapello (YN-56/YNT-24)
- USS War Bug ()
- USS War Hawk ()
- USS Warbler (, MSC-206)
- USS Ward (DD-139/APD-16)
- USS Warren ()
- USS Warren J. Courtney ()
- USS Warrick ()
- USS Warrington (DD-30, DD-383, DD-843)
- USS Warrior (MCM-10)
- USS Wasaka III ()
- USS Wasatch ()
- USS Washakie ()
- USS Washburn (LKA-108)
- USS Washington (1775, row galley, frigate, galley, 1814, 1833, 1837, ACR-11, BB-47, BB-56, SSN-787)
- USS Washoe County (LST-1165)
- USS Washtenaw County (MSS-2)
- USS Washtucna ()
- USS Wasmuth (DD-338/DMS-15)
- USS Wasp (1775, 1807, 1810, 1813, 1814, 1865, 1898, CV-7, CV-18, LHD-1)
- USS Wassaic ()
- USS Wassuc (1865, CMc-3)
- USS Watauga ()
- USS Watch (1861)
- USS Watchman ()
- USS Water Lily ()
- USS Water Witch (1845, 1847, 1851)
- USS Wateree ()
- USS Waterford ()
- USS Waterman ()
- USS Waters (DD-115, T-AGS-45)
- USS Watertown (T-AGM-6)
- USS Waterway ()
- USS Wathena ()
- USS Watkins (AKR-315)
- USS Watonwan ()
- USS Watseka (YT-387)
- USS Watson (AKR-310)
- USS Watts (DD-567)
- USS Waubansee ()
- USS Waubesa ()
- USS Waukegan ()
- USS Waukesha ()
- USS Waupaca ()
- USS Wauseon ()
- USS Wautaga ()
- USS Wautauga ()
- USS Wauwatosa ()
- USS Wave ()
- USS Waverly ()
- USS Wawasee ()
- USS Waxahachie (YTB-814)
- USS Waxahatchie
- USS Waxbill (, )
- USS Waxsaw (1865, ANL-91)
- USS Waxwing ()
- USS Wayne ()
- USS Wayne E. Meyer (DDG-108)
- USS Waynesburg ()

## We-Wh
- USS Weasel ()
- USS Weatherford ()
- USS Weaver ()
- USS Weazel ()
- USS Weber (APD-75)
- USS Webster ()
- USS Wedderburn ()
- USS Weeden (DE-797)
- USS Weehawken (1862, CL-12, YTB-776)
- USS Weeks ()
- USS Weemootoh ()
- USS Weepoose ()
- USS Wego ()
- USS Weight ()
- USS Weiss (APD-135)
- USS Welborn C. Wood ()
- USS Welch (, PG-93)
- USS Welcome ()
- USS Welles (DD-257, DD-628)
- USS Wemootah ()
- USS Wenatchee (, )
- USS Wendy ()
- USS Wenonah (, )
- USS Wesson ()
- USS West Alsek ()
- USS West Apaum ()
- USS West Arrow ()
- USS West Avenal ()
- USS West Bridge ()
- USS West Carnifax ()
- USS West Caruth ()
- USS West Cheswald ()
- USS West Coast ()
- USS West Cobalt ()
- USS West Cohas ()
- USS West Compo ()
- USS West Conob ()
- USS West Corum ()
- USS West Cressey ()
- USS West Ekonk ()
- USS West Elcajon ()
- USS West Elcasco ()
- USS West Eldara ()
- USS West Florida ()
- USS West Galeta ()
- USS West Galoc ()
- USS West Gambo ()
- USS West Gate ()
- USS West Gotomska ()
- USS West Grama ()
- USS West Haven ()
- USS West Hobomac ()
- USS West Honaker ()
- USS West Hosokie ()
- USS West Humhaw ()
- USS West Indian ()
- USS West Kyska ()
- USS West Lashaway ()
- USS West Lianga ()
- USS West Loquassuck ()
- USS West Madaket ()
- USS West Mahomet ()
- USS West Maximus ()
- USS West Mead ()
- USS West Milton ()
- USS West Mount ()
- USS West Nilus ()
- USS West Nohno ()
- USS West Point (AP-23)
- USS West Shore ()
- USS West View ()
- USS West Virginia (ACR-5, BB-48, SSBN-736)
- USS West Wauna ()
- USS West Wood ()
- USS West Zeda ()
- USS West Zucker ()
- USS West Zulu ()
- USS Westchester (, )
- USS Westchester County (LST-1167)
- USS Westerdijk ()
- USS Westerly ()
- USS Western Ally ()
- USS Western Belle ()
- USS Western Chief ()
- USS Western Comet ()
- USS Western Front ()
- USS Western Hope ()
- USS Western Knight ()
- USS Western Light ()
- USS Western Maid ()
- USS Western Ocean ()
- USS Western Plains ()
- USS Western Port ()
- USS Western Sea ()
- USS Western Spirit ()
- USS Western Star ()
- USS Western World ()
- USS Westerner ()
- USS Westfield (1861)
- USS Westford ()
- USS Westmoreland (APR-11, APA-104)
- USS Westover ()
- USS Westpool ()
- USS Westport ()
- USS Westward Ho ()
- USS Westwind ()
- USS Wexford ()
- USS Wexford County (LST-1168)
- USS Whale (SS-239, SSN-638)
- USS Wharton ()
- USS Wheatear (MSF-390)
- USS Wheatland ()
- USS Wheeling (, AGM-8)
- USS Whetstone (LSD-27)
- USS Whidbey ()
- USS Whidbey Island (LSD-41)
- USS Whippet (, )
- USS Whipple (DD-15, DD-217, FF-1062)
- USS Whippoorwill (AM-35, MSC-207)
- USS Whipstock ()
- USS Whirlwind (PC-11)
- USS Whistler ()
- USS Whitaker ()
- USS White Marsh ()
- USS White Plains (CVE-66, AFS-4)
- USS White River ()
- USS White Sands (AGDS-1)
- USS Whitecap ()
- USS Whitefish (SS-432)
- USS Whitehall (PCE-856)
- USS Whitehead (1861)
- USS Whitehurst ()
- USS Whitemarsh (LSD-8)
- USS Whiteside ()
- USS Whitewood ()
- USS Whitfield ()
- USS Whitfield County (LST-1169)
- USS Whiting ()
- USS Whitley (AKA-91)
- USS Whitman ()
- USS Whitney ()

## Wi
- USS Wichita (CA-45, AOR-1)
- USS Wickakee (YTB-529)
- USS Wickes (DD-75, DD-578)
- USS Wico (1888)
- USS Wicomico (YT-26)
- USS Widgeon (AM-22, MSC-208)
- USS Wieldrecht (ID-2519)
- USS Wieringen (ID-2547)
- USS Wilbert A. Edwards (1911)
- USS Wild Cat (1822, 1862, SP-879)
- USS Wild Goose (SP-562)
- USS Wild Goose II (SP-891)
- USS Wildcat (AW-2)
- USS Wilderness (1864)
- USS Wildwood (PC-1181)
- USS Wileman (DE-22)
- USS Wiley (DD-597)
- USS Wilhelmina (1909)
- USS Wilhoite (DE-397)
- USS Wilkes (1901, DD-67, DD-441, AGS-33)
- USS Wilkes-Barre (CL-90, CL-103)
- USS Wilkinson (DL-5)
- USS Will Rogers (SSBN-659)
- USS Willamette (AO-180)
- USS Willapa (CVE-53)
- USS Willapa Bay (CVE-109)
- USS Willard Keith (DD-775)
- USS Willet (AM-54/ARS-12)
- USS Willet Rowe (1863)
- USS William A. McKenney (1916)
- USS William Ashton (1918)
- USS William B. Preston (DD-344/AVP-20/AVD-7)
- USS William Bacon (1861)
- USS William Badger (1861)
- USS William C. Cole (DE-641)
- USS William C. Lawe (DD-763)
- USS William C. Miller (DE-259)
- USS William Caldwell (1918)
- USS William D. Porter (DD-579)
- USS William Darnold (1918)
- USS William F. McCauley (SP-2360)
- USS William G. Anderson (1859)
- USS William G. Fargo (1863)
- USS William G. Putnam (1857)
- USS William G. Thomas (DE-193)
- USS William H. Bates (SSN-680)
- USS William H. Brown (1862)
- USS William H. Standley (CG-32)
- USS William Isom (1917)
- USS William J. Clinton (CVN-82)
- USS William J. Pattison (APD-104)
- USS William Johnson (9118)
- USS William Jones (DD-308)
- USS William L. Jones (1861)
- USS William Lee (1861)
- USS William M. Hobby (APD-95)
- USS William M. Wood (DD-715)
- USS William N. Page (1918)
- USS William P. Biddle (AP-15)
- USS William P. Lawrence (DDG-110)
- USS William R. Rush (DD-714)
- USS William Rockefeller (1916)
- USS William Seiverling (DE-441)
- USS William T. Powell (DE-213)
- USS William V. Pratt (DDG-44)
- USS William Ward Burrows (AP-6)
- USS Williams (1907, DD-108, DE-372)
- USS Williamsburg (AGC-369)
- USS Williamson (DD-244)
- USS Willimantic (1918)
- USS Willing (ARS-49)
- USS Willis (DE-395)
- USS Willis A. Lee (DL-4)
- USS Willmarth (DE-638)
- USS Willoughby (SP-2129, AGP-9)
- USS Willowherb (PG-100)
- USS Wilmer (1808)
- USS Wilmette (1903)
- USS Wilmington (PG-8, CL-79, CL-111)
- USS Wilrose II (SP-195)
- USS Wilson (DD-408)
- USS Wiltsie (DD-716)
- USS Wimbee (IX-88)
- USS Winamac (YTB-394)
- USS Winchester (SP-156)
- USS Winder (PCS-1376)
- USS Windham Bay (CVE-92)
- USS Windham County (LST-1170)
- USS Windhover (ASR-18)
- USS Windigo (YTB-421)
- USS Winding Gulf (1918)
- USS Windlass (ARS(D)-4)
- USS Windom (1896)
- USS Windsor (APA-55, ARD-22)
- USS Winfield S. Cahill (1912)
- USS Winged Arrow (AP-170)
- USS Wingfield (DE-194)
- USS Wingina (YTB-395)
- USS Winifred (1898)
- USS Winjah (CVE-54)
- USS Winjah Bay (CVE-110)
- USS Winnebago (1863, 1900)
- USS Winnemucca (PC-1145, YTB-785)
- USS Winnetka (YTB-376)
- USS Winnipec (1864)
- USS Winona (1861)
- USS Winooski (1863, AO-38)
- USS Winslow (1897, DD-53, DD-359)
- USS Winston (LKA-94)
- USS Winston S. Churchill (DDG-81)
- USS Winterberry (AN-56)
- USS Winterswijk (1914)
- USS Winthrop (SP-3297)
- USS Wintle (DE-25, DE-266)
- USS Wisconsin (BB-9, BB-64)
- USS Wiseman (DE-667)
- USS Wissahickon (1861, 1900)
- USS Wissoe II (SP-153)
- USS Wistaria (SP-259)
- USS Witek (DD-848)
- USS Witter (DE-636)
- USS Wiwoka (SP-250)

## Wo-Wy
- USS Woban (YT-138)
- USS Wolffish (SS-434)
- USS Wolverine (IX-31, IX-64)
- USS Wompatuck (YT-27)
- USS Wood (DE-317, AP-56)
- USS Wood County (LST-1178)
- USS Woodbine (1913)
- USS Woodbury (1837, 1864, DD-309, WSC-155)
- USS Woodcliff Bay (CVE-93)
- USS Woodcock (AM-14/AT-145)
- USS Woodford (AKA-86)
- USS Woodpecker (MSC-209)
- USS Woodrow R. Thompson (DE-451, DD-721)
- USS Woodrow Wilson (SSBN-624)
- USS Woodson (DE-359)
- USS Woodstock (PC-1180)
- USS Woodworth (DD-460)
- USS Woolsey (DD-77, DD-437)
- USS Woonsocket (PF-32, YTM-754)
- USS Worcester (1866, PF-62, CL-144)
- USS Worden (TB-16, DD-288, DD-352, CG-18)
- USS Worland (PCE-845)
- USS Worthington (PC-1137)
- USS Worthy (AGOS-14)
- USS Wovoka (YTB-396)
- USS Woyot (YT-150)
- USS Wrangell (AE-12)
- USS Wren (DD-568)
- USS Wright (AV-1, CVL-49, CV-47, AVB-3)
- USS Wyalusing (1863)
- USS Wyandance (SP-359)
- USS Wyandank (1847)
- USS Wyandot (AK-283)
- USS Wyandotte (1853, 1869)
- USS Wyffels (DE-6)
- USS Wyman (DE-38, AGS-34)
- USS Wyoming (1859, BM-10, BB-32, SSBN-742)
- USS Wythe (LST-575)